# 阿什莉·惠特尼
阿什莉·惠特尼（英語：Ashley Whitney，1979年8月21日—），美国女子游泳运动员。她曾代表美国参加1996年夏季奥林匹克运动会游泳比赛，获得女子4×200米自由泳接力金牌。